# Радоје Кнежевић
Радоје Кнежевић (Страгари, 20. август 1901 — Монтреал, 22. јун 1983) био је српски политичар и професор. Кнежевић је био министар Двора Краљевине Југославије (од 1941). У међуратном периоду био је професор и члан Управног одбора Демократске странке. Био је учесник у организовању војног пуча 27. марта 1941. године. После успешно извршеног пуча именован је за министра двора. За време Априлског рата заједно са краљем Петром II и владом Душана Симовића напустио је 1941. земљу и остао у емиграцији након завршетка Другог светског рата. У току рата био је на страни организације Драгољуба Михаиловића.

## Биографија
Отац Лазар био је професор, мајка Милева, рођ. Вељковић. Основну школу похађао је у Крушевцу (1907—1911) а гимназију у Београду (1911—1914). У Првом светском рату отишао је у Француску и школовање наставио у Фонтенблоу (1916). Дипломирао је француски језик и књижевност на Филозофском факултету у Београду. Радио је као средњошколски наставник у Крушевцу, Сплиту и Београду. Средином 30-их година је објавио више уџбеника француског језика: Француска читанка за V и VI разред средњих школа, Француска читанка за VII и VIII разред средњих школа, Француска граматика за средње школе (1937).
Предавао је књижевност, француски језик и националну историју Петру II Карађорђевићу од 1935. до 1937, када је пензионисан због сукоба са министром просвете. Реактивиран је и враћен на посао 1939. Био је члан Извршног одбора Демократске странке и истакнути члан Српског културног клуба (СКК).
Као један од водећих цивилних организатора пуча у марту 1941. и захваљујући добрим везама у СКК и Демократској странци, одржавао је везу између Генералштаба, опозиционих странака и интелектуалне елите. У владама Душана Симовића и Слободана Јовановића био је министар Двора у Београду, Јерусалиму и Лондону (март 1941—јул 1943). До поновног пензионисања био је изванредни посланик и опуномоћени министар емигрантске владе у Португалији (1943—1944).
Године 1943. професор Кнежевић предлаже краљу да се врати у земљу и стави на челу покрета Драже Михаиловића.
Два предавања професора Радоја Кнежевића снимио је мајор Никола Косић на свом радију у Америци (1956. и 1971):
Ја сам за Југославију само зато, каже Кнежевић, да би моје село и ваше село било у истој држави...
Осуђен је на Београдском процесу (у одсуству).
Био је велики поборник Драже Михаиловића и Равногорског покрета у емиграцији и са својим братом Живаном је био сарадник у неколико значајнијих листова. Био је уредник листа Глас канадских Срба од 1964. до 1974. године.
Преминуо је у Монтреалу 22. јуна 1983. године где је и сахрањен.